# Județ de Neamț
Neamț (en roumain : Județul Neamț) est un județ situé dans le nord-est du pays, en Moldavie roumaine, dans la région de développement Nord-Est, et dont le chef-lieu est la ville de Piatra Neamț.
Trois communes du județ : Bicaz-Chei, Bicazu Ardelean et Dămuc font partie historiquement de la Transylvanie.

## Géographie
Le județ de Neamț, avec une superficie de 5 896 km2 occupe 2,5 % du territoire national. Il est limité au nord par le județ de Suceava, à l'est par le județ de Iași et celui de Vaslui, au sud par le județ de Bacău et à l'ouest par le județ de Harghita.

### Relief
Les montagnes occupent 45 % de la superficie du județ et sont situées dans la partie ouest de celui-ci. Elles appartiennent à la chaîne des Carpates et plus précisément aux Carpates orientales extérieures et culminent à 1 907 m au mont Ocolasu Mare dans le massif du Ceahlău.
En se dirigeant vers l'est, le relief s'abaisse peu à peu jusqu'à la plaine du Siret. Le point le moins élevé du județ a une altitude de 169 m.

### Cours d'eau
L'est du județ est parcouru par le Siret et la Moldova.
La Bistrița, descendant des Monts Rodnei dans le județ de Suceava traverse tout le județ dans le sens nord-ouest/sud-est, arrosant la ville de Piatra Neamț. Son cours est barré par le barrage de Bicaz, formant alors une retenue de 33 km2, le lac Izvorul Muntelui, la plus vaste de Roumanie. Elle est rejointe dans la ville de Bicaz par la rivière Bicaz qui se fraie un passage par des gorges très étroites à travers les montagnes en venant du județ de Harghita. Ce passage est l'un des rares permettant la communication entre la Transylvanie et la Moldavie.

### Climat
Le climat du județ est de type continental : étés chauds et secs, hivers froids et longs.

## Histoire

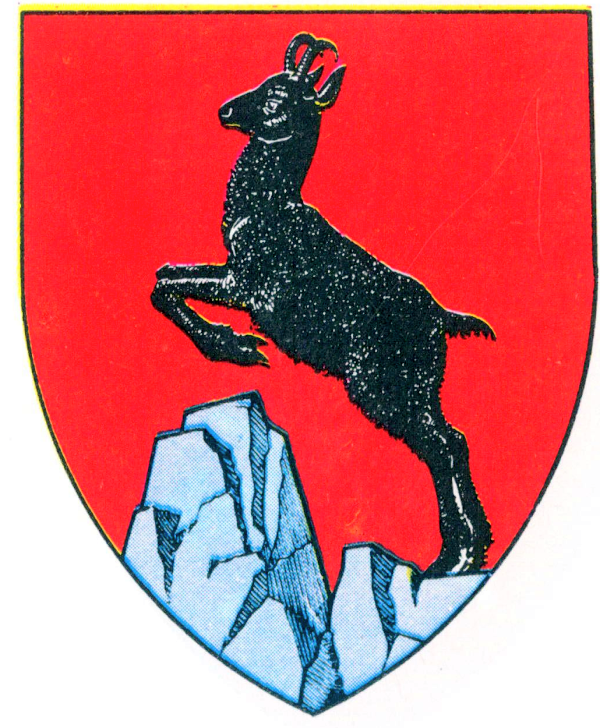
Les armes du județ de Neamț dans l'entre-deux-guerres

Le județ, appartenant à la Moldavie a suivi l'histoire de cette principauté. En 1881, elle a intégré le premier royaume roumain indépendant et a suivi depuis cette époque l'histoire de la Roumanie.
Le județ a été formé en 1950 par l'union des "judete" de Neamț et Roman. La partie ouest de l'ancien județ de Neamț a intégré les județ de Harghita et Suceava, la ville de Buhuși a, elle, été rattachée au județ de Bacău.

### Județ de Neamț
En 1930, le județ de Neamț a une superficie de 3 977 km2, une population de 198 670 habitants (densité : 50). Les Roumains représentent 90,3 % de la population, les Juifs 6,3 % et les Hongrois, 1,2 %. Du point de vue religieux, 90,5 % sont chrétiens orthodoxes, 6,7 % sont juifs et 2,3 % sont catholiques romains. Le chef-lieu est la ville de Piatra (actuelle Piatra Neamț).
Le județ est divisé en quatre arrondissements :
1. Neamț
2. Bistrița
3. De Miljoc
4. Muntele

Le județ compte trois villes, Piatra, Târgu Neamț et Buhuși. La population urbaine est de 47 957 personnes (Roumains 69,6 %, Juifs 24,7 %, Hongrois 1,3 %.

### Județ de Roman
En 1930, le județ de Roman a une superficie de 1 880 km2, une population de 151 918 habitants (densité : 80,8). Les Roumains représentent 90,7 % de la population, les Juifs 4,7 %, les Roms, 1,2 % et les Hongrois 1,4 %. Du point de vue religieux, 73,2 % sont chrétiens orthodoxes, 21,4 % sont catholiques romains, 4,9 % sont juifs. Le chef-lieu est la ville de Roman.
Le județ est divisé en deux arrondissements :
1. Miron Costin
2. Roman Vodă

Le județ compte une seule ville, Roman. La population urbaine est de 28 823 personnes (Roumains 71,9 %, Juifs 20,6 %, Roms 2,1 %, Hongrois 1,3 %, Allemands 1,4 %).

## Politique
| Parti | Parti                                                                                                | Sièges |
| ----- | --- | ------ |
|       | Parti social-démocrate-Parti du pouvoir humaniste-Alliance des libéraux et démocrates (PSD-PPU-ALDE) | 13     |
|       | Parti national libéral (PNL)                                                                         | 11     |
|       | Alliance 2020 USR-PLUS (USR-PLUS)                                                                    | 4      |
|       | Parti Mouvement populaire (PMP)                                                                      | 3      |
|       | Pro Romania (PRO)                                                                                    | 3      |

## Démographie
La population du județ, qui avait été en constante augmentation depuis la Seconde Guerre mondiale, a subi une forte baisse après la Révolution de 1989, du fait de l'émigration d'un nombre important de ses habitants vers les pays d'Europe Occidentale. Depuis 2007, du fait du développement de l'économie roumaine dû à son intégration dans l'Union européenne, la tendance est à nouveau à la hausse démographique.
Le județ de Neamț est une région essentiellement rurale puisque 63,37 % de la population vit dans les villages et seulement 36,63 % dans les centres urbains.
Le județ de Neamț a une composition ethnographique très homogène. La seule minorité notable est la population rom.
En 2002, la répartition ethnique de la population du județ s'établissait comme suit :
- Roumains, 547 122 personnes, soit 98,66 % ;
- Roms, 6 036 personnes, soit 1,08 % ;
- Lipovènes, 424 personnes, soit 0,07 % ;
- Hongrois, 307 personnes, soit 0,05 % ;
- Juifs, 150 personnes, soit 0,02 % ;
- Allemands, 107, soit 0,01 % ;
- Autres nationalités, 370 personnes, soit 0,07 %.

Si l'on prend en compte la langue maternelle des habitants, la majorité roumaine est encore plus écrasante puisque 551 370, soit 99,43 % des habitants du județ déclarent le roumain comme langue maternelle. Ils sont 2 436, soit 0,43 % à déclarer le romani et 268 (0,04 %) à déclarer le hongrois.

### Religions
En 2002, la répartition religieuse des différentes communautés du județ était la suivante :
- Orthodoxes, 86,62 % ;
- Catholiques romains, 10,90 % ;
- Adventistes du septième jour, 0,36 % ;
- Pentecôtistes, 0,25 % ;
- Vieux-Chrétiens, 0,21 % ;
- Chrétiens évangéliques, 0,18 % ;
- Baptistes, 0,12 % ;
- Catholiques grecs, 0,06 % ;
- Église reformée (calviniste)
- Juifs, 0,02 %.

## Économie
Le județ possède 283 789 ha de terres agricoles, soit 48 % du territoire, répartis comme suit :
- terres arables, 170 473 ha ;
- pâturages, 39 394 ha ;
- prairies, 40 108 ha ;
- vergers, 2 703 ha.

On y trouve le dépôt d'étalons de Dumbrava.
261 330 ha (soit 44 %) sont occupés par les forêts.
Le secteur secondaire est représenté par les industries chimiques, mécaniques, textiles, alimentaires et matériaux de construction. La production d'énergie est importante, grâce à la présence du barrage de Bicaz, sur la Bistrița.
La population active représente 40,96 % de la population totale.

## Communications

### Routes
Le județ est traversé par la route nationale DN2 (E85) nord-sud Bacău-Roman-Suceava et par la route nationale DN28 (E583) ouest-est Roman-Iași-Jytomyr, Ukraine.
Routes nationales :
- DN15 : Piatra Neamț-Bacău
- DN15 : Piatra Neamț-Toplița-Târgu Mureș
- DN12C : Piatra Neamț-Gheorgheni
- DN17B : Poiana Teiului-Vatra Dornei
- DN15C : Piatra Neamț-Târgu Neamț-Suceava
- DN15C : Piatra Neamț-Roman-Vaslui
- DN15B : Poiana Teiului-Târgu Neamț-DN2

### Voies ferrées
Le réseau de chemin de fer n'est pas organisé autour des deux villes principales du județ Piatra Neamț et Roman qui ne sont même pas reliées entre elles mais à partir de la ville de Bacău.
Lignes de chemin de fer :
- Bicaz-Piatra Neamț-Bacău
- Roman-Bacău
- Târgu Neamț-Pașcani

### Aéroports
Le județ ne possède pas d'aéroport. L'aéroport le plus proche est celui de Iași ou celui de Bacău.

## Liste des villes
Le județ compte deux municipalités, trois villes et 78 communes.

### Municipalités
(population en 2007)
- Piatra Neamț (108 085)
- Roman (69 058)

### Villes
(population en 2007)
- Târgu Neamț (20 856)
- Bicaz (8 638)
- Roznov (9 315)

### Communes
- Agapia
- Alexandru cel Bun
- Bahna
- Bălțătești
- Bâra
- Bârgăuani
- Bicaz-Chei
- Bicazu Ardelean
- Bodești
- Boghicea
- Borca
- Borlești
- Botești
- Bozieni
- Brusturi
- Cândești
- Ceahlău
- Cordun
- Costișa
- Crăcăoani
- Dămuc
- Dobreni
- Dochia
- Doljești
- Dragomirești
- Drăgănești
- Dulcești
- Dumbrava Roșie
- Farcașa
- Făurei
- Gâdinți
- Gârcina
- Gherăești
- Ghindăoani
- Girov
- Grințieș
- Grumăzești
- Hangu
- Horia
- Icusești
- Ion Creangă
- Mărgineni
- Moldoveni
- Negrești
- Oniceni
- Păstrăveni
- Pâncești
- Pângărați
- Petricani
- Piatra Șoimului
- Pipirig
- Podoleni
- Poiana Teiului
- Poienari
- Răucești
- Războieni
- Rediu
- Români
- Ruginoasa
- Sagna
- Săbăoani
- Săvinești
- Secuieni
- Stănița
- Ștefan cel Mare
- Tarcău
- Tașca
- Tazlău
- Tămășeni
- Timișești
- Trifești
- Tupilați
- Țibucani
- Urecheni
- Valea Ursului
- Văleni
- Vânători-Neamț
- Zănești

## Culture
Le județ possède 30 musées, 74 bibliothèques publiques et de nombreux édifices culturels (monastères et ermitages).
Festivals :
- mai, festival international de théâtre de Piatra Neamț.
- juin, vacances musicales de Piatra Neamț.
- août, festival international de folklore de Piatra Neamț.

## Tourisme
- Monastère de Neamț (Mănăstirea Neamț)
- Monastère d'Agapia (Mănăstirea Agapia)
- Monastère de Văratec (Mănăstirea Văratec)
- Monastère de Bistrița (Mănăstirea Bistrița)
- Citadelle de Târgu Neamț
- Vieille ville de Roman
- Vieille ville de Piatra Neamț
- Parc national des Gorges de la rivière Bicaz (6 575 ha)
- Parc national des Monts Ceahlău (8 396 ha)
- Lac Bicaz
- Station de ski de Durău
- Liste des musées du Județ de Neamț

## Personnages
- Sergiu Celibidache, grand chef d'orchestre, né à Roman
- Ion Creangă, écrivain du XIXe siècle, né à Târgu Neamț
- Victor Brauner, peintre surréaliste né à Piatra Neamț
- Virgil Gheorghiu, écrivain né à Roman
- Nicodim Munteanu (en), métropolite de l'église orthodoxe de 1939 à 1948